# Marcel Pesch
Marcel Pesch (14 de junho de 1910 — 18 de fevereiro de 1985) foi um ciclista luxemburguês, natural da França.
Participou nos Jogos Olímpicos de 1928, realizados na cidade de Amsterdã, Países Baixos, onde competiu na prova de estrada, mas não conseguiu terminar a corrida.